# 松尾城 (日向国)
松尾城（まつおじょう）は、宮崎県延岡市松山町（日向国縣（あがた））にあった日本の城。別名縣城（あがたじょう）。

## 歴史
文安元年（1441年）から土持宣綱が築城にかかり、文安3年（1443年）に西階城から居城を移したという。以後、土持宣綱・全繁・常綱・親栄・親佐・親成の6代134年間、縣土持氏の本城として機能した。
天正6年（1578年）4月10日、大友宗麟・義統により落城して縣（延岡）は大友領となるが、同年11月9日から同12日の「高城川原の戦い」（正確には小丸川の戦い、通称では耳川の戦いと言われることが多い）で島津氏が勝利した後に島津領となった。同14日には土持氏は島津氏へ被官し（「川上久辰耳川日記」 / 「都城島津家文書」）、天正7年（1579年）からの9年間、島津義久配下の縣地頭として土持高信がこの城に在番した（『上井覚兼日記』）。
天正16年（1588年）、豊臣秀吉の九州仕置により豊前国香春岳城から17歳の高橋元種が入城し、慶長8年（1603年）秋に縣城を築城して移るまでの15年間在城した。この時期には、この松尾城を「縣城」と呼ぶ史料もみられる。
一方、現代においてはこの城を延岡城と誤認した記述の間々見られることがあるが、これは全くの誤りである。この縣地域の呼称としての延岡地名の使用は、近世縣城（現在の城山）の修築完成を記念して、有馬康純が明暦2年（1656年）に今山八幡宮に寄進した梵鐘（若山牧水に詠われた「城山の鐘」）の銘文｢…明暦二年丙申六月吉日…日州延岡城主有馬左衛門佐…藤原朝臣康純｣を初見としており、さらには、江戸幕府の公文書で正式に延岡藩としての記述が見られるのは、有馬氏の次、三浦明敬支配の元禄期以降のことである。したがって、現在の延岡市本小路にある高橋元種築城の近世縣城は後に延岡城と呼ばれるが、その前のこの松尾城（縣城）が延岡城と呼ばれたことは、史料的には歴史上一度もない。

## 概要
この城は、宮崎県教育委員会による縄張り調査の結果、従来考えられていた以上に広大な範囲に城域の拡大することが確認された。縄張りの詳細は松尾城縄張り図を参照。また以下の曲輪および堀切の記号・番号はこの縄張り図内のものを使用する。
旧TR線（高千穂線）の南側に展開する、主郭と考えられる本東寺西の丘陵（曲輪I～III、従来はこの部分だけを松尾城として認識していた＝狭義の松尾城）から、東は本東寺（曲輪IX～XI）および堀切iをはさんで松山神社・永田神社の丘陵(曲輪XII)まで、北はTR線より北の尾根（曲輪(6)～(9)）およびその東の田部神社のある尾根（曲輪(1)～(5)）までを城域としている。また、今後の縄張り調査によっては、その中間の尾根にまで拡大する可能性がある。
いずれにせよ、現状でも南北600メートル、東西500メートルに達する大城郭（＝広義の松尾城）である。
ここでは便宜的に旧高千穂線南側の「一の城」、北側の「二の城」、東の尾根の「三の城」に区分しておく。天正6年（1578年）に大友宗麟の攻撃をうけ落城した時に「本丸、二の丸、三の丸」の記述があり、従来は一の城の3つの曲輪I～IIIをそれにあてて説明していることが多いが、便宜上区分したこの一の城～三の城がそれである可能性もある。
城取りは五ヶ瀬川とその支流小峰川を南面の堀とし、南からの敵の行動を阻止する「後ろ堅固の構え」を取っている。周辺には、「ノマの下」「池尻」「岩ぐま」「堀端」「城ケ峯」「おんばらでん（御腹田？御原田？）」「馬場野」「鍛冶屋」「武人屋敷」「代官屋敷」など、城郭に関連する通称地名が数多く伝承されている。南側の松山神社・永田神社の丘陵とにはさまれた堀切iを通って東西に通じる道は旧高千穂街道であり、これが文安3年（1443年）に土持氏の本城となって以降の城下街道である。
縄張り構成的には、堀切・空堀・竪堀・土塁を多用する一の城がもっとも複雑でより近世的、二の城はそれよりもやや造りが粗く、三の城はもっとも単純な構造になっている。ここから、三の城 → 二の城 → 一の城という築城の時代的な推移を示す可能性もあり、もともとここにあった城が次第に修築・拡大された後の拠点城郭としての松尾城の「遺構」が現在残っているということになる。
とくに、一の城は縄張りが最も複雑であり、天正6年（1578年）4月の大友合戦とその後の島津氏配下の縣地頭土持久綱による修築、および天正15年（1587年）3月の豊臣秀長との合戦時、およびその後の高橋元種の修築によるものと考えられる。高橋元種は北九州の雄として、また、豊前国の要衝であった香春岳城主として、天正14年（1586年）に、九州仕置を進める豊臣秀吉配下の毛利・小早川・吉川・黒田軍との激戦を経験しており、縣移封後に修築した松尾城には、当時の築城技術の粋が投入されているとも言える。現在の松尾城跡はその時の遺構である。
ただ、この城はもともとは石垣造りであり、高橋元種が縣城（後の延岡城）築城時にその石垣の石を運んで転用したとの伝承もあるが、現地での複数の縄張り調査ではそのような確証は全く得られておらず、当時の築城技術の粋が投入されているとは言え、これは信憑性に乏しく疑問である。